# Agnes Chow
Agnes Chow (周庭; Hong Kong, 3 dicembre 1996) è un'attivista e politica hongkonghese, che ha fatto parte del partito politico Demosistō ed è stata uno dei massimi esponenti del Movimento degli Ombrelli, durante le proteste a Hong Kong del 2014. Presentatasi alle elezioni suppletive di Hong Kong del 2018, nel campo pro-democrazia, le è stato impedito di candidarsi in base all'accusa mossa al suo partito di sostenere l'autodeterminazione di Hong Kong.

## Biografia
Agnes Chow ha raccontato di essere cresciuta in una famiglia apolitica. Il suo attivismo sociale è iniziato intorno ai 15 anni, dopo essere stata ispirata da un post di Facebook in cui migliaia di giovani manifestavano la propria volontà di cambiamento.
Nel 2014 ha iniziato a frequentare la Hong Kong Baptist University, dove ha studiato relazioni internazionali. Nel 2018, però, ha dovuto rinviare il suo ultimo anno di studi universitari per partecipare alle elezioni suppletive di Hong Kong. Ha anche rinunciato alla sua nazionalità britannica, in base ai requisiti imposti dalla Legge fondamentale dell'isola.
Agnes parla fluentemente il cinese cantonese, l'inglese e il giapponese, Ha imparato il giapponese da sola guardando gli show televisivi. È apparsa più volte sui media giapponesi, in interviste e notiziari, e i media in Giappone l'hanno definita la "Dea della Democrazia" (民主 の 女神) a causa del suo ruolo di guida all'interno del movimento pro-democrazia di Hong Kong.
Nel febbraio del 2020 ha lanciato il proprio canale YouTube, dove ha caricato vlog in cantonese e giapponese. Nel luglio 2020, il canale aveva oltre 185.000 iscritti.
Nel luglio 2025, Chow ha conseguito il Master's degree presso l'Università OACD di Toronto, in Canada.

## Primo attivismo

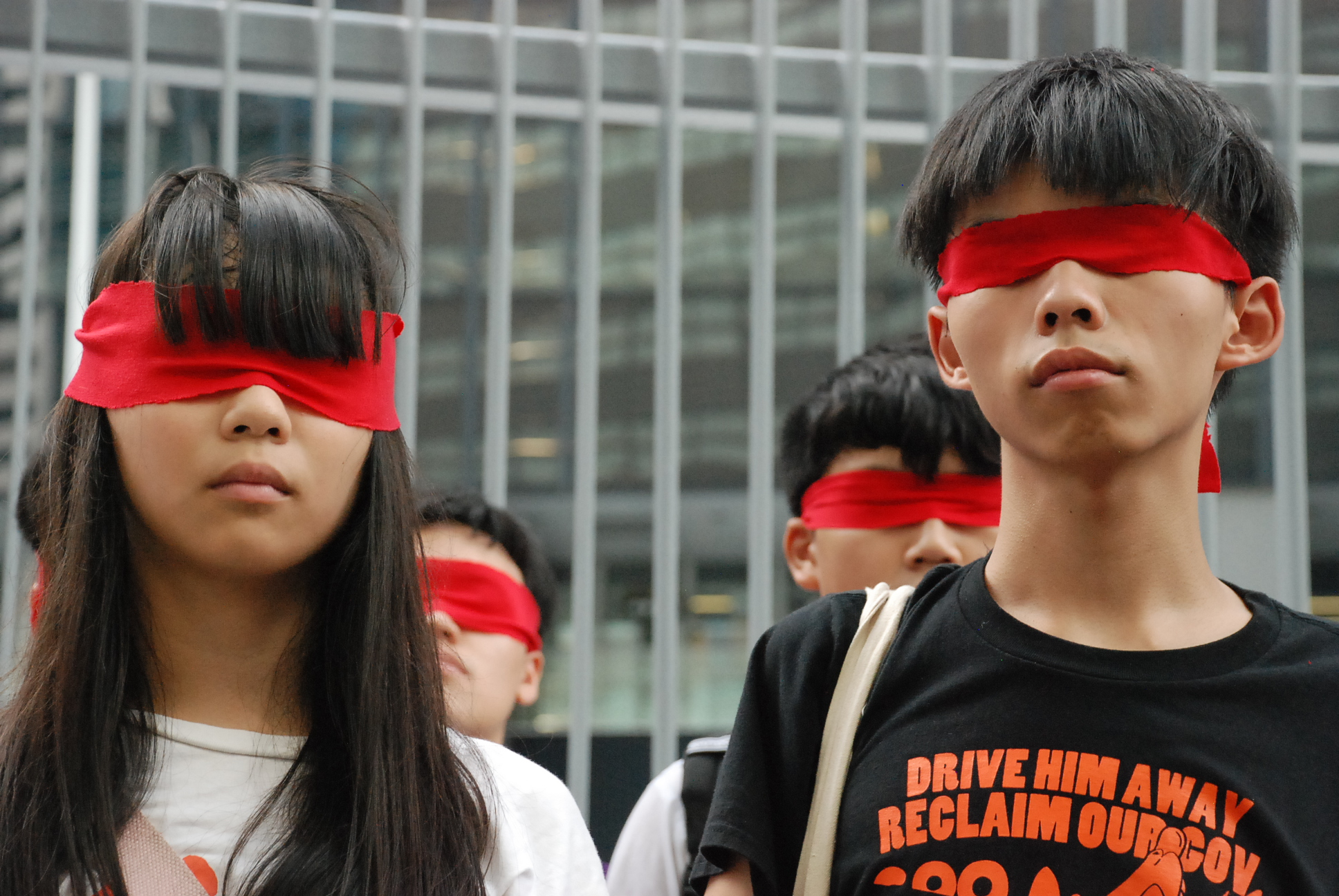
Agnes Chow e Joshua Wong fotografati il 23 settembre 2014, mentre indossano bende rosse per simboleggiare gli studenti accecati dal potere politico cinese.

Agnes Chow è salita alla ribalta per la prima volta nel 2012, come fondatrice, insieme a Joshua Wong, del gruppo studentesco Scholarism. All'epoca studiava al Collegio Canossiano della Sacra Famiglia e stava protestando contro l'insegnamento nelle scuole della cosiddetta "educazione patriottica", voluta da Pechino. Durante una dimostrazione, ha incontrato i compagni attivisti Joshua Wong e Ivan Lam . Il movimento ha attirato con successo migliaia di manifestanti
Nel 2014 ha collaborato insieme agli altri attivisti per riformare il sistema elettorale di Hong Kong. Il governo centrale cinese, infatti, aveva deciso di imporre forti restrizioni alle elezioni di Hong Kong, limitando il numero di candidati e imponendo che venissero pre-approvati da un'apposita commissione nominata da Pechino. Ne seguirono le massicce proteste di Occupy Central, soprannominate "Rivoluzione degli ombrelli".

## Demosistō

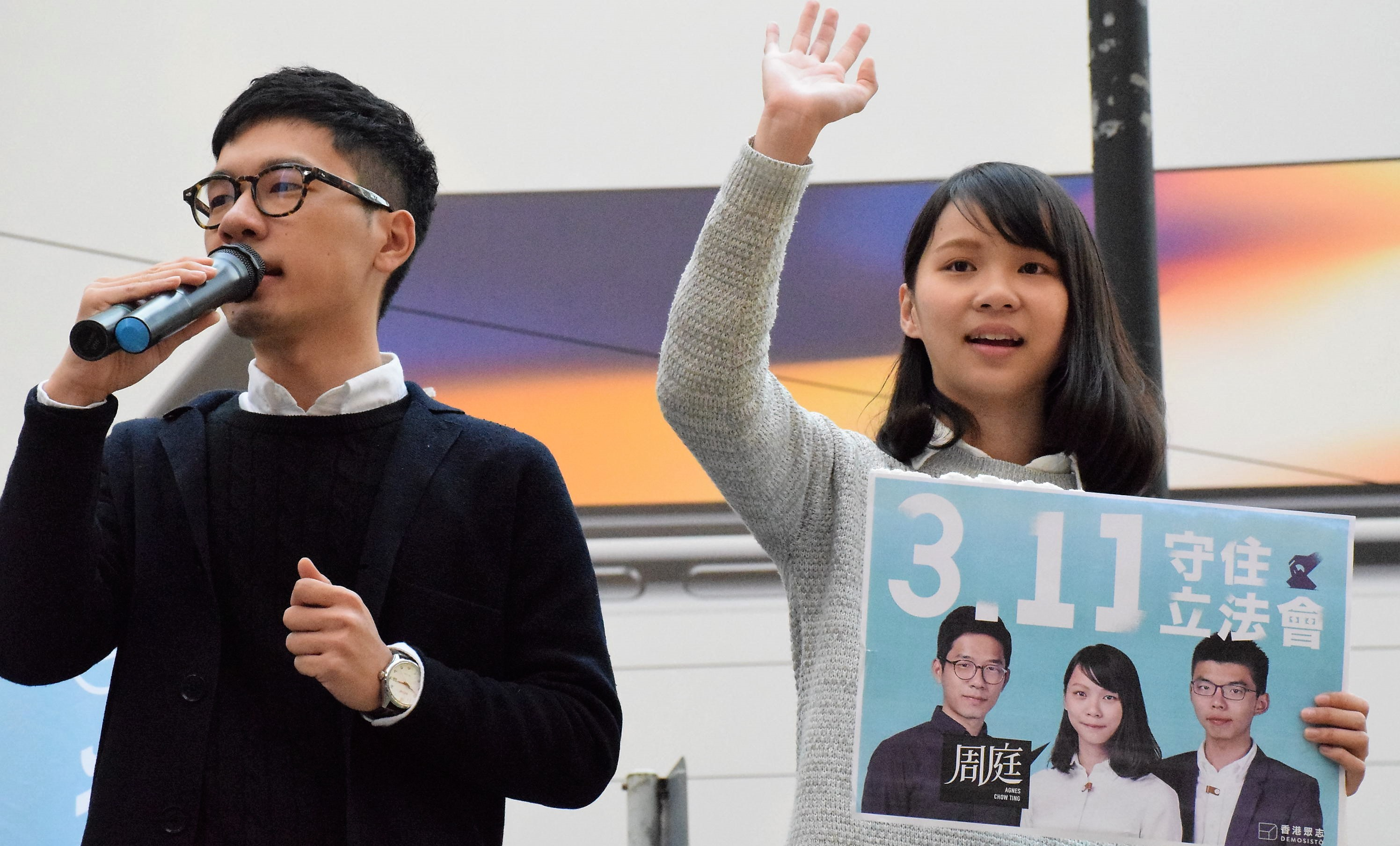
Agnes Chow insieme a Nathan Law durante una campagna elettorale, in vista delle elezioni suppletive di Hong Kong del 2018.

Nell'aprile del 2016, la Chow è stata tra i membri fondatori del partito politico pro-democrazia Demosistō, insieme a Josua Wong e Nathan Law. È stata la prima vice-segretaria generale del partito dal 2016 al 2017. Ha condotto una campagna elettorale insieme al presidente del partito Nathan Law, che alle elezioni del 2016 è stato eletto, diventando il membro più giovane del Consiglio legislativo nella storia. Nel 2017, ha partecipato alle proteste durante la visita del segretario generale del Partito Comunista Xi Jinping. In tale occasione, insieme ad altri manifestanti ha coperto la statua dorata di Bauhinia con striscioni, venendo poi arrestata.
Il 30 giugno 2020, Agnes Chow, Nathan Law e Joshua Wong hanno dichiarato di aver sciolto Demosistō. L'annuncio è arrivato poche ore prima che Pechino approvasse la discussa legge sulla sicurezza nazionale, che ha sollevato preoccupazioni per la detenzione politica nei confronti degli attivisti.

## Candidatura al Consiglio legislativo
Dal momento che nel luglio del 2017 Nathan Law era stato espulso dal Consiglio legislativo per la controversia sul giuramento e incarcerato nell'agosto dello stesso anno, la Chow è diventata il candidato di Demosistō alle elezioni suppletive. In base alla legge, ha dovuto perciò rinunciare alla cittadinanza britannica. Il 27 gennaio 2018, però, la sua candidatura è stata rifiutata dalla Commissione per gli affari elettorali, poiché accusata di sostenere l'autodeterminazione di Hong Kong.
Il membro del Comitato del diritto fondamentale Albert Chen Hung-yee ha affermato a tal proposito che il sistema elettorale non è trasparente se i membri del Consiglio hanno il potere di escludere i candidati in base alle loro opinioni politiche. La governatrice Carrie Lam invece ha commentato che "qualsiasi allusione all'indipendenza, all'autodeterminazione, o all'autonomia auto-dichiarata non è in linea con i requisiti della Legge fondamentale di Hong Kong e si discosta dall'importante principio un Paese due sistemi".
Se fosse stata eletta, Chow sarebbe stata la più giovane legislatrice nella storia di Hong Kong.

## Arresti
Agnes Chow è stata arrestata il 30 agosto 2019 nella sua abitazione, per presunta partecipazione e istigazione a un'assemblea non autorizzata presso il quartier generale della polizia, il 21 giugno di quell'anno. Nell'arco della giornata sono state arrestate molte figure di alto profilo pro-democrazia di Hong Kong, tra cui Joshua Wong. È stata liberata lo stesso giorno su cauzione, ma il suo smartphone, così come i telefoni di altri detenuti, sono stati sequestrati dalla polizia. Inoltre lei stessa ha dichiarato che durante l'interrogatorio è stata costretta a togliersi i pantaloni, senza un apparente motivo.
Amnesty International ha definito gli arresti "un oltraggioso attacco" alla libertà di espressione.
A seguito dell'emanazione della legge sulla sicurezza nazionale, il 10 agosto 2020 la Chow è stata nuovamente arrestata, con l'accusa di aver violato la suddetta legge. Lo stesso accade ad altri esponenti del movimento pro-democrazia cittadino, tra cui il magnate dei media Jimmy Lai. Il giorno successivo sono stati rilasciati su cauzione.
Il 2 dicembre 2020 è tornata in carcere dopo essere stata condannata a dieci mesi di reclusione, a causa di una manifestazione illegale davanti al quartier generale della polizia risalente al 21 giugno 2019. Assieme a lei, anche gli attivisti Joshua Wong e Ivan Lam hanno subìto una pena, rispettivamente a tredici mesi e mezzo e sette mesi di reclusione. Un giudice del processo, il magistrato di West Kowloon Wong Sze-lai, ha pronunciato l'accusa: "Gli imputati hanno invitato i manifestanti ad assediare il quartier generale e hanno cantato slogan che minano le forze di polizia". Amnesty International ha condannato la sentenza, affermando che le autorità cinesi "mandano un avvertimento a chiunque osi criticare apertamente il governo".

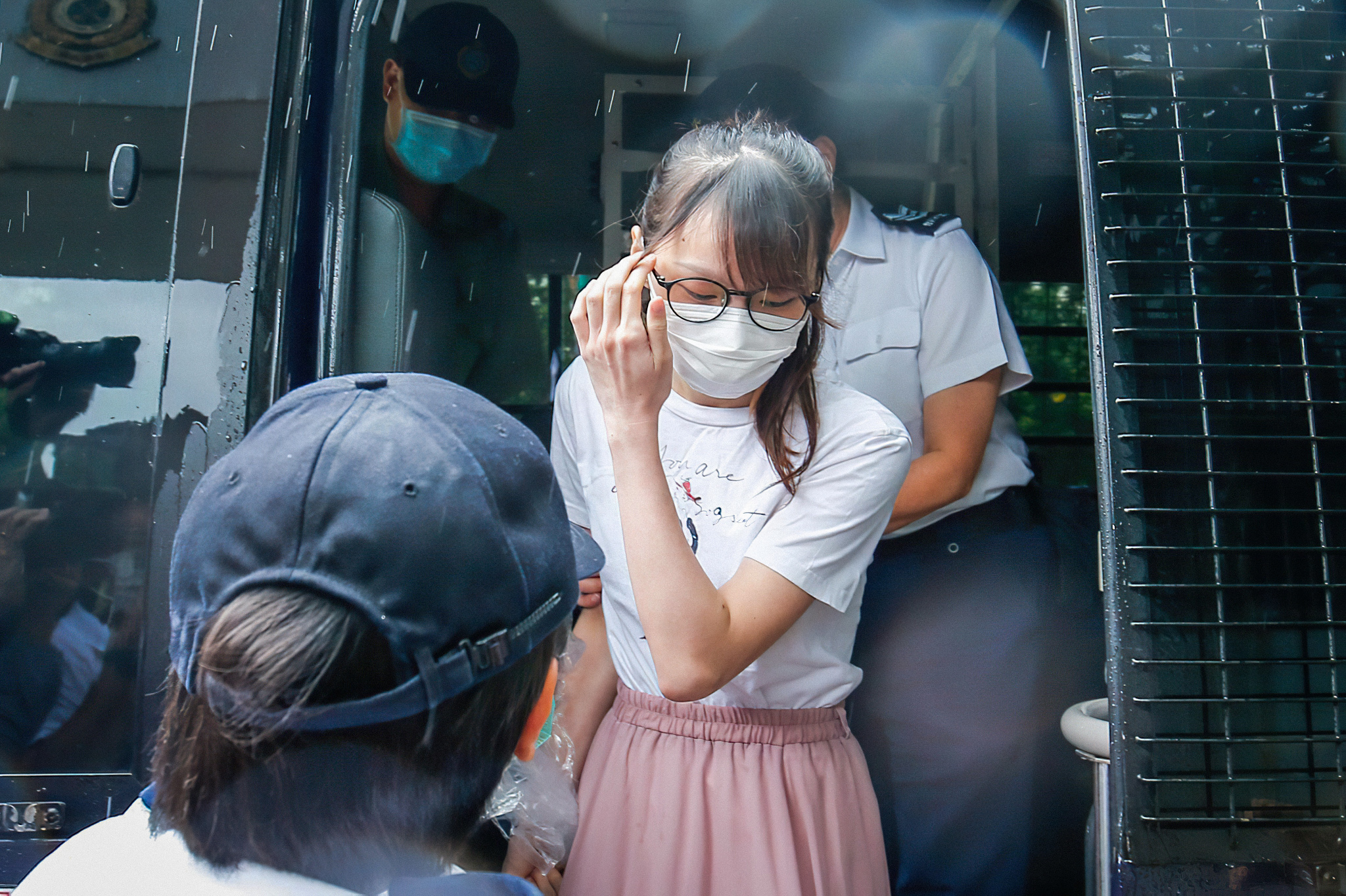
Agnes Chow dopo aver lasciato il csrcere

Il 12 giugno 2021, Chow è stata rilasciata dal carcere dopo aver scontato la sua condanna a 6 mesi. Alcuni sostenitori si sono radunati all'esterno per accoglierla vestiti di nero e con maschere gialle, gridando slogan in cantonese.

### Reazioni internazionali alla condanna

#### Stati Uniti
La portavoce della Camera dei rappresentanti degli Stati Uniti, Nancy Pelosi, ha definito "spaventosa" la brutale condanna della Cina nei confronti di questi giovani campioni della democrazia a Hong Kong.  Ha inoltre invitato il mondo a denunciare "questa ingiusta condanna e il diffuso assalto della Cina agli abitanti di Hong Kong". La senatrice degli Stati Uniti Marsha Blackburn ha dichiarato che la sentenza distrugge "ogni parvenza di autonomia a Hong Kong".

#### Regno Unito
Il ministro degli esteri britannico Dominic Raab ha esortato "le autorità di Hong Kong e Pechino a porre fine alla loro campagna per soffocare l'opposizione".

#### Giappone
Il portavoce del governo giapponese Katsunobu Kato in una conferenza stampa ha espresso le "preoccupazioni sempre più gravi per la recente situazione di Hong Kong, come le sentenze contro tre studenti, tra cui Agnes Chow".

#### Taiwan
Il Consiglio per gli affari della comunità d'oltremare (OCAC) di Taiwan ha dichiarato che "la decisione di incarcerare Joshua Wong, Agnes Chow e Ivan Lam rappresenta un fallimento del governo di Hong Kong nel proteggere i diritti politici e la libertà di parola". La presidente di Taiwan Tsai Ing-wen ha incoraggiato gli attivisti pro-democrazia di Hong Kong a rimanere forti sui suoi social media.

#### Germania
Maria Adebahr, portavoce del ministero degli esteri tedesco, ha affermato che le pene detentive sono "un altro elemento costitutivo di una serie di sviluppi preoccupanti che abbiamo visto in relazione ai diritti umani e civili a Hong Kong durante lo scorso anno".